# Dendrophthora elliptica
Dendrophthora elliptica là một loài thực vật có hoa trong họ Santalaceae. Loài này được (Gardner) Krug & Urb. mô tả khoa học đầu tiên năm 1896.